# Anton Edthofer
Franz Anton Edthofer (né le 18 septembre 1883 à Vienne, mort le 21 février 1971 à Vienne) est un acteur autrichien.

## Biographie
Anton Edthofer commence sa carrière d'acteur en 1904 dans sa ville natale au Intimen Theater. De 1908 à 1920, il fait partie du Volkstheater. Il fait ses débuts au cinéma en 1918 et a certains succès dans les années 1920. Toutefois il se consacre davantage au théâtre. Max Reinhardt l'amène au Deutsches Theater de Berlin. De 1930 à 1959, il fait partie du Theater in der Josefstadt à Vienne et y participe jusqu'à sa mort. Après la Seconde Guerre mondiale, il est le premier Autrichien à interpréter Willy Loman dans Mort d'un commis voyageur d'Arthur Miller. Il épousera l'actrice Helene Thimig.

## Filmographie sélective
- 1918 : Das Opfer de Joe May
- 1920 : Gräfin Walewska d'Otto Rippert
- 1921 : Cœurs en lutte de Fritz Lang
- 1921 : Der Liebeskorridor d'Urban Gad
- 1922 : Le Fantôme de Friedrich Wilhelm Murnau
- 1923 : Nora de Berthold Viertel
- 1923 : Die Prinzessin Suwarin de Johannes Guter
- 1923 : Bob und Mary de Max Glass
- 1923 : La Rue de Karl Grune
- 1927 : Die Strecke de Max Neufeld
- 1928 : Artisten de Géza von Bolváry
- 1929 : Das brennende Herz de Ludwig Berger
- 1931 : Arm wie eine Kirchenmaus de Richard Oswald
- 1932 : Der träumende Mund, la  version allemande de Mélo de Paul Czinner
- 1934 : Eine Frau, die weiß, was sie will de Victor Janson
- 1935 : Pygmalion d'Erich Engel
- 1935 : Die Pompadour de Willy Schmidt-Gentner
- 1936 : Die Leuchter des Kaisers de Karl Hartl
- 1937 : Die unentschuldigte Stunde d'E. W. Emo
- 1948 : Das andere Leben de Rudolf Steinboeck
- 1948 : Der Engel mit der Posaune de Karl Hartl
- 1949 : Wiener Mädeln de Willi Forst
- 1950 : The Angel with the Trumpet d'Anthony Bushell